# جورجيو فينيري
جورجيو فينيري (بالإيطالية: Giorgio Veneri)‏ (منتوة، 10 سبتمبر 1939) هو مدرب كرة قدم سابق ولاعب كرة قدم إيطالي سابق، لعب في خط الوسط.